# Mammola
Mammola es un municipio sito en el territorio de la provincia de Reggio Calabria, en Calabria (Italia).

## Demografía
| Gráfica de evolución demográfica de Mammola entre 1861 y 2001 |
|                                                               |
| Fuente ISTAT - elaboración gráfica a cargo de Wikipedia       |